# معركة سواكن
معركة سواكن وتعرف إيضا بمعركة غميزة وقعت في 20 ديسمبر 1888م بين القوات البريطانية بقيادة فرانسيس جرينفيل وقوات الثورة المهدية بقيادة عثمان دقنة، انتصرت فيها القوات البريطانية. واصيب فيها قائد المهديين عثمان دقنة.
تم إرسال قوة من مصر الي سواكن، وقام السير فرانسس جرنفيل.الذي خلف السير ايفلين ود في منصب القائد العام للجيش المصري، بتولي قيادة العملية بنفسه، وفي اليوم العشرين من شهر ديسمبر 1888، جري الهجوم علي الدراويش وطردهم من مواقعهم وتكبيدهم خسائر تقدر بحوالي 500 قتيل. بلغت الخسائر المصرية والبريطانية ضابطين و50 اخرين بين قتيل وجريح. اسفرت هذه المعركة عن تخفيف الضغط على سواكن.
أصبح وادي النيل بعد هذه المعركة المركز الرئيسي المهم.